# کیرشبرگ ان در ایلر
کیرشبرگ ان در ایلر (به آلمانی: Kirchberg an der Iller) یک شهر در آلمان است که در Biberach واقع شده‌است. کیرشبرگ ان در ایلر ۱٬۹۰۳ نفر جمعیت دارد.